# Dorothy Stang
Dorothy Stang, conosciuta da tutti come Irmã Dorote (Dayton, 7 giugno 1931 – Anapu, 13 febbraio 2005), è stata una religiosa e missionaria brasiliana di origine statunitense, appartenente alla congregazione delle Suore di Nostra Signora di Namur. Fu assassinata nel 2005 nella città di Anapu, nel Pará brasiliano, come rappresaglia per le sue ripetute proteste contro le aziende responsabili della deforestazione e delle cattive condizioni di vita dei lavoratori della Foresta Amazzonica.

## Biografia
Faceva parte, dal 1948, delle Suore di Nostra Signora di Namur, congregazione fondata nel 1804 da santa Giulia Billiart (1751-1816), (proclamata Santa da Paolo VI il 22 giugno 1969) e da Françoise Blin de Bourdon (1756-1838).
Nel 1956 ha emesso i voti perpetui.
Dal 1951 al 1966 è stata insegnante nelle seguenti scuole statunitensi: St. Victor School (Calumet City, Illinois), St. Alexander School (Villa Park, Illinois) e Most Holy Trinity School (Phoenix, Arizona).

### Il ministero in Brasile e l'impegno sociale e ambientale
Nel 1966 arrivò in Brasile, iniziando il suo ministero pastorale nello Stato del Maranhão. Si è, inoltre, impegnata intensamente, nei movimenti sociali anche nello Stato del Pará, occupandosi contro il disboscamento dell'Amazzonia, sempre al fianco dei contadini e degli operai della Transamazzonica.

### L'assassinio
Venne assassinata nel 2005 con sei colpi di pistola mentre si trovava nella città di Anapu, nello Stato brasiliano del Pará, per aver testimoniato che il principale motivo della deforestazione della Foresta Amazzonica è l'agricoltura ovvero piantagioni di soia per bovini, in seguito alle quali aveva precedentemente ricevuto minacce di morte da parte di industriali del legname e proprietari terrieri.

## Impegno religioso e sociale
Partecipò attivamente ai lavori della CNBB, la Conferenza Nazionale dei Vescovi Brasiliani e, soprattutto, alla Comissão Pastoral da Terra(CPT).
Ha dato grande aiuto nella fondazione della Scuola di Formazione di professori per la Trasamazzonica.

## Onorificenze
Nel 2004 è stata premiata dall'Ordine degli Avvocati in Brasile, nello Stato del Pará per la sua difesa dei diritti umani.
Nel 2005 ha ricevuto onorificenze per il libro-DVD Amazònia Revelada.

## Citazioni
Irmã Dorote ha lavorato per oltre vent'anni in Brasile battendosi per la difesa dell'ambiente e dei diritti dei lavoratori agricoli. Pochi giorni prima di essere barbaramente assassinata, disse:
(Irmã Dorote)

## Documentari
- Cowspiracy: The Sustainability Secret, diretto da Kip Andersen e Keegan Kuhn (2014)